# Kelly Béchard
Kelly Béchard, född den 22 januari 1978 i Sedley i Saskatchewan, är en kanadensisk ishockeyspelare.
Hon tog OS-guld i damernas ishockeyturnering i samband med de olympiska ishockeytävlingarna 2002 i Salt Lake City.